# 県立宮崎病院
県立宮崎病院（けんりつみやざきびょういん）は、宮崎県宮崎市北高松町にある医療機関。

## 概要
宮崎市街に位置する。宮崎県の災害拠点病院（基幹災害医療センター）であり、救命救急センターなど多数の機能を有する。

## 沿革
出典：宮崎日日新聞社特集記事より
- 1921年（大正10年）10月1日 - 宮崎県立病院として設立。当初の病床数は100床。
- 1948年（昭和23年）- 県立宮崎病院と改称。病床数を344床とする。
- 1974年（昭和49年）- 宮崎医科大学（現・宮崎大学医学部）関連教育機関病院に指定される。
- 1984年（昭和59年）4月 - 救命救急センターに指定される。
- 1997年（平成9年）3月 - 災害拠点病院（基幹災害医療センター）に指定される。
- 1998年（平成10年）6月 - 臓器移植提供施設に指定される。
- 1999年（平成11年）4月 - 第二種感染症指定医療機関に指定される。
- 2003年（平成15年）11月 - 臨床研修指定病院に指定される。
- 2005年（平成17年）9月 - 病院機能評価認定証を取得。
- 2008年（平成20年）4月 - エイズ治療中核拠点病院に指定される。宮崎県地域周産期母子医療センターに認定される。
- 2009年（平成21年）4月 - 精神医療センター（病床数42床）を開設。
- 2013年（平成25年）5月 - 新電子カルテシステムが稼働。
- 2014年（平成26年）4月 - ドクターカーを導入。
- 2015年（平成27年）
  - 3月 - がん診療連携拠点病院に指定される。
  - 12月25日 - 宮崎県内初となるエボラ出血熱やペストなどの感染症に対応する第一種感染症指定医療機関に指定[1]。
- 2019年（令和元年）
  - 新病院の本体建設工事に着手。
  - 5月11日 - 立体駐車場の運用を開始。鉄骨4階建で、約300台を収容する。
- 2021年（令和4年）1月11日 - 新病院が開院。鉄骨8階建て、延床面積はおよそ47,600m2。総事業費は約360億円。洪水対策などを目的に周囲より1.5 mかさ上げを行った。屋上にはへリポートを設置。開院と同時に手術支援ロボット「ダビンチ」を導入（すでに宮崎大学医学部附属病院に導入済のため、県内では2ヶ所目）。

## 診療科
- 内科・循環器科
- 産婦人科
- 整形外科
- リハビリテーション科
- 眼科
- 脳神経外科
- 泌尿器科
- 耳鼻咽喉科
- 精神科
- 外科・小児外科
- 小児科、NICU
- 心臓血管外科
- 神経内科
- 皮膚科
- 放射線科
- 歯科口腔外科
- 麻酔科
- 病理科

## 医療機関の指定等
- 保険医療機関
- 救急告示医療機関
- 労災保険指定医療機関
- 指定自立支援医療機関（更生医療・育成医療・精神通院医療）
- 身体障害者福祉法指定医の配置されている医療機関
- 精神保健福祉法（昭和25年法律第123号）に基づく指定病院又は応急入院指定病院
- 精神保健指定医の配置されている医療機関
- 生活保護法指定医療機関
- 医療保護施設
- 原子爆弾被害者一般疾病医療取扱医療機関
- 母体保護法指定医の配置されている医療機関
- 災害拠点病院
- 小児救急医療拠点病院
- 救命救急センター
- 臨床研修指定病院
- がん診療連携拠点病院
- エイズ治療拠点病院
- 特定疾患治療研究事業委託医療機関
- DPC対象病院
- 小児慢性特定疾患治療研究事業委託医療機関
- 地域周産期母子医療センター
- 第二種感染症指定医療機関

## 交通アクセス
- JR九州日豊本線宮崎駅より徒歩約15分（国道10号線沿い）。宮崎交通バス運行中
- 宮崎交通バス宮崎市内線で県病院前下車
  - 下りバス停：平和台・下北方・記念病院・有田、宮ノ下・富吉車庫・悠楽園　小松台団地・宮崎商業前経由国富、綾・高速経由西都バスセンター・小林バスセンター（高岡経由）
  - 上りバス停：柳丸町・海洋高校・宮崎駅・宮崎駅経由南宮崎駅宮交シティ・南バイバス経由宮崎空港・宮崎学園・日向学院・宮崎学園短大